# مورتيزا سيباهفاند
مورتيزا سيباهفاند (مواليد 7 أغسطس 1979) هو ملاكم إيراني، مثّل بلاده في الألعاب الأولمبية الصيفية 2008.

## روابط خارجية
مورتيزا سيباهفاند على موقع أوليمبيديا (الإنجليزية)